# Kanal-völgy
A Kanal-völgy, németül: Kanaltal, olaszul: Val Canale vagy Valcanale, friuli (furláni) nyelven Val Cjanâl, szlovénül: Kanalska dolina egy 23 km hosszú alpesi völgy, amelynek nagyobb része Olaszországhoz, rövid keleti szakasza Ausztriához tartozik. Központja Tarvisio. A völgy elválasztja a Karni-Alpokat a Júliai-Alpoktól és a Karavankáktól. Két irányban lejt, közepén a vízválasztó a 816 m magas Camporosso-nyereg (Saifnitzi-nyereg).

## Fekvése
A Kanal-völgy térsége Észak-Olaszországban, Udine megyében fekszik, északon Ausztria, keleten Szlovénia államterületével szomszédos, délen a Canal del Ferro-völgybe (németül: Fellatal vagy Eisental, szlovénül: Dolina Bele megy át. A völgy nagyobbik, nyugati része a Fella patak vízgyűjtője, mely a Canal del Ferro-völgyön át a Karnia (Carnia) vidékére vezet, és a Tagliamento folyóba ömlik (mely az Adriai-tengerbe ömlik). Saifnitz (Camporosso in Valcanale) falu fölött fekszik a völgyet kettéválasztó alacsony, lapos völgynyereg, a 816 m magas Camporosso-nyereg (Sella di Camporosso, Saifnitzi-nyereg), mely vízválasztót képez a Fella és a Gailitz (olaszul Slizza, szlovénül Ziljica) patakok völgyei között. Innentől észak-kelet felé a Kanal-völgy kiszélesedik az osztrák Thörl-Maglern és Arnoldstein határállomások felé. A völgy keleti részén folyó Gailitz Ausztriában a Gail patakba ömlik, ennek vize a Dráván és a Dunán keresztül a Fekete-tengerbe jut.

## Közlekedése
A Kanal-völgybön át vezet kelet-nyugati irányban az olasz A23/E55-ös Alpok-Adria autópálya és az SS13-es országos főút. A Európai Unió 2004-es keleti bővítése óta ez Közép-Európa legfontosabb közúti szállítási főiránya az Alpokon keresztül Rómából, Bolognából és Velencéből Bécs, Prága és Budapest felé. Az SS13-asból Tarvisiónál kiágazik az SS54-es főút, mely a Gailitz (Slizza / Ziljica) hegyi patak völgyében – melyet Seebach-völgynek (Val del Rio del Lago) is neveznek – felfelé (délnek) visz, elhalad a Predil-tó (olaszul: Lago del Predil, németül: Raibler See) mellett, és felvezet a Predil-hágóra, mely egyben államhatár Olaszország (Friuli-Venezia Giulia régió) és Szlovénia között. A Predil-tónál (Tarvisiótól kb. 9 km-re) az SS54-esből nyugat felé kiágazik az SP76-os megyei út, mely a Nevea-hágóra (Sella Nevea) vezet.

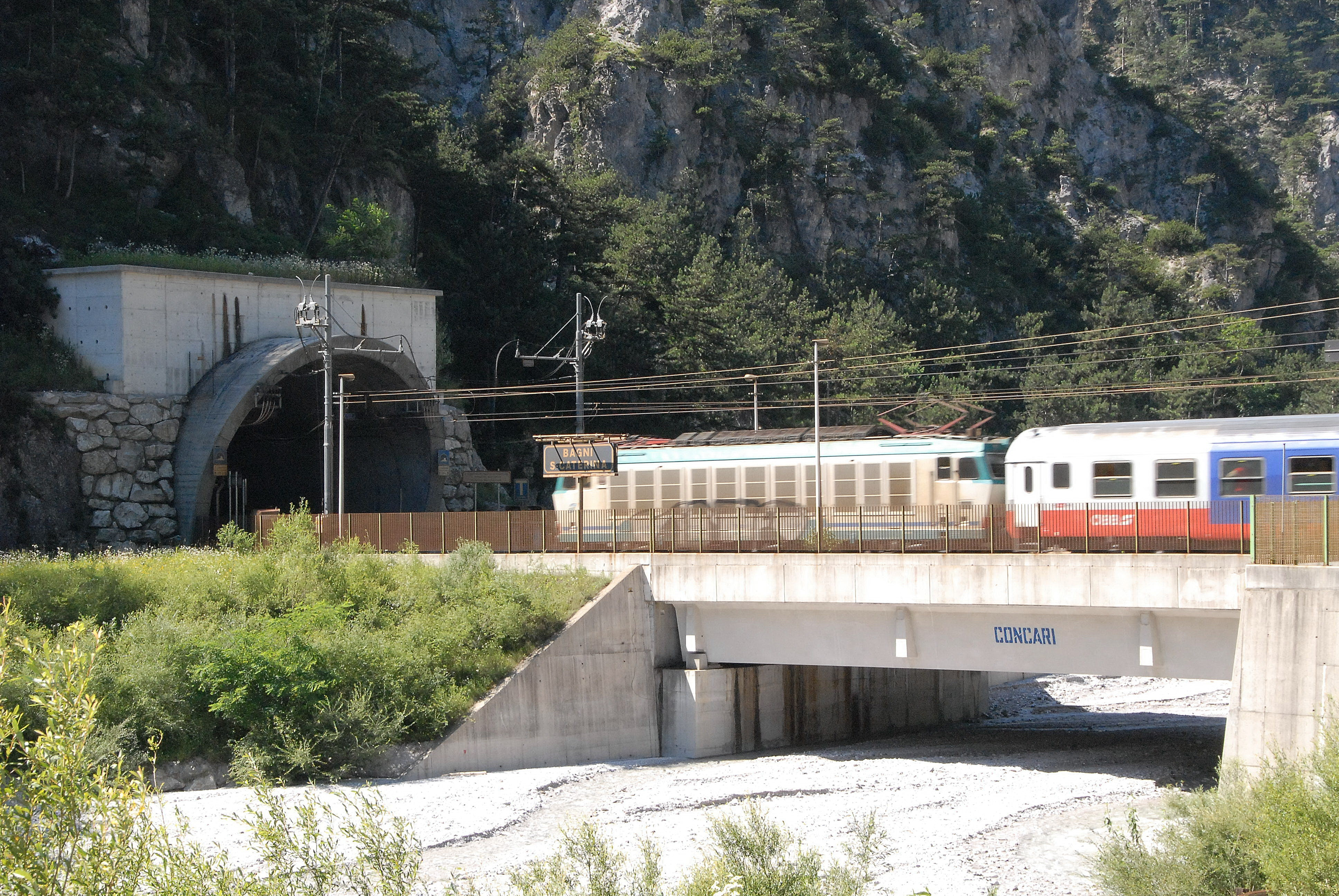
A Pontebbana vasútvonal Bagni Santa Cateriná-nál (Malborghetto-Valbruna frakciója)

A völgyön keresztül fut a Pontebbana nevű vasútvonal, régi osztrák nevén a K.k. Staatsbahn Tarvis–Pontafel, amely még az 1870-es években épült meg. A Laibach–Tarvis szakaszt 1872-ben fejezték be, a Villach–Tarvis szakaszt 1873-ban, a Tarvis–Udine szakaszt 1879-ben nyitották meg. A vasút döntően hozzájárult a völgy gazdasági fejlődéséhez.
1973 és 1986 között felépült az A23-as autópálya Villach–Udine közötti szakasza, 49 híddal és 18 alagúttal, súlyos környezetterhelést okozva. 2000-re Udine és az osztrák államhatár között kiépült a Pontebbana vasútvonal 94 km hosszúságú, nagysebességű szerelvények közlekedtetésére is alkalmas új pályája 13 alagúttal, melyek összhossza 46 km. A schengeni egyezmény kiterjesztése során 1998. április 1. óta az olasz–osztrák határon, majd 2007. december 21. óta az olasz–szlovén határon is megszűnt a határellenőrzés.

## Települései
A Kanal-völgy és Seebach-völgy települései, keletről nyugatnak haladva, olasz (német, szlovén) névvel:
- Fusine laghi (Weißenfelser Seen, Pri Jalnu)
- Fusine in Valromana (Weißenfels, Fužine/Bela Peč)
- Aclete (Aichleiten, Ahlete)
- Ortigara in Valromana (Nesseltal, Koprivnik)
- Coccau (Goggau, Kokovo)
- Rutte (Greuth, Rute)
- Plezzut (Flitschl, Fličl)
- Riofreddo (Kaltwasser, Mrzla voda)
- Muda (Mauth, Muta)
- Cave del Predil (Raibl, Rabelj), a Seebach-völgyben
- Tarvisio (Tarvis, Trbiž)
- Lussari (Luschari, Zamline)
- Camporosso (Saifnitz, Žabnice)
- Monte Lussari (Maria Luschari, Sveti Višarji), Mária-zarándokhely
- Valbruna (Wolfsbach, Ovčja vas), a Saisera-völgyben (szlovénul Zajzera)
- Ugovizza (Uggowitz, Ukve)
- Malborghetto-Valbruna (Malborgeth, Naborjet)
- Cucco (Gugg, Kuk)
- Bagni di Lusnizza (Lussnitz, Lužice)
- Santa Caterina (St.Kathrein, Šentkatrija)
- San Leopoldo Laglesie (Leopoldskirchen, Dipalja vas)
- Pontebba (Pontafel, Tablja)
- Studena alta (szlovénul: Gornja Studena)
- Studena bassa (szlovénul: Dolna Studena)

Az osztrák–olasz államhatár 1866-tól 1918-ig, a , az porosz–osztrák–olasz háború és az első világháború közötti évtizedekben Pontafel (Pontebba) városán át, a Pontebbana hegyi patak (torrente) mentén húzódott.

## Történelme, nemzetiségei

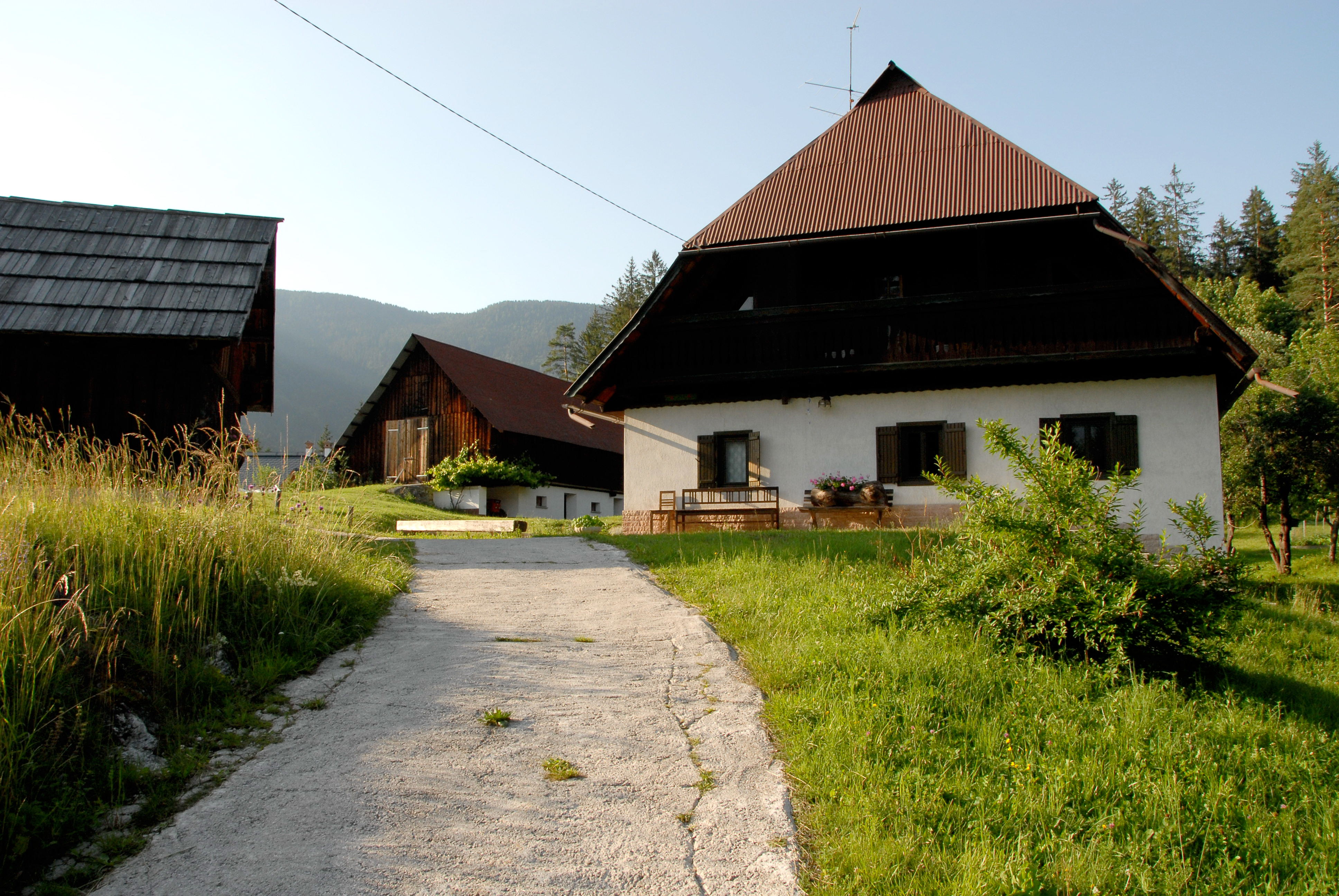
Jellegzetes parasztházak Oltreacqua (Überwasser) falu, Rutte Grande (Groß Greuth) községben, Tarvisio mellett

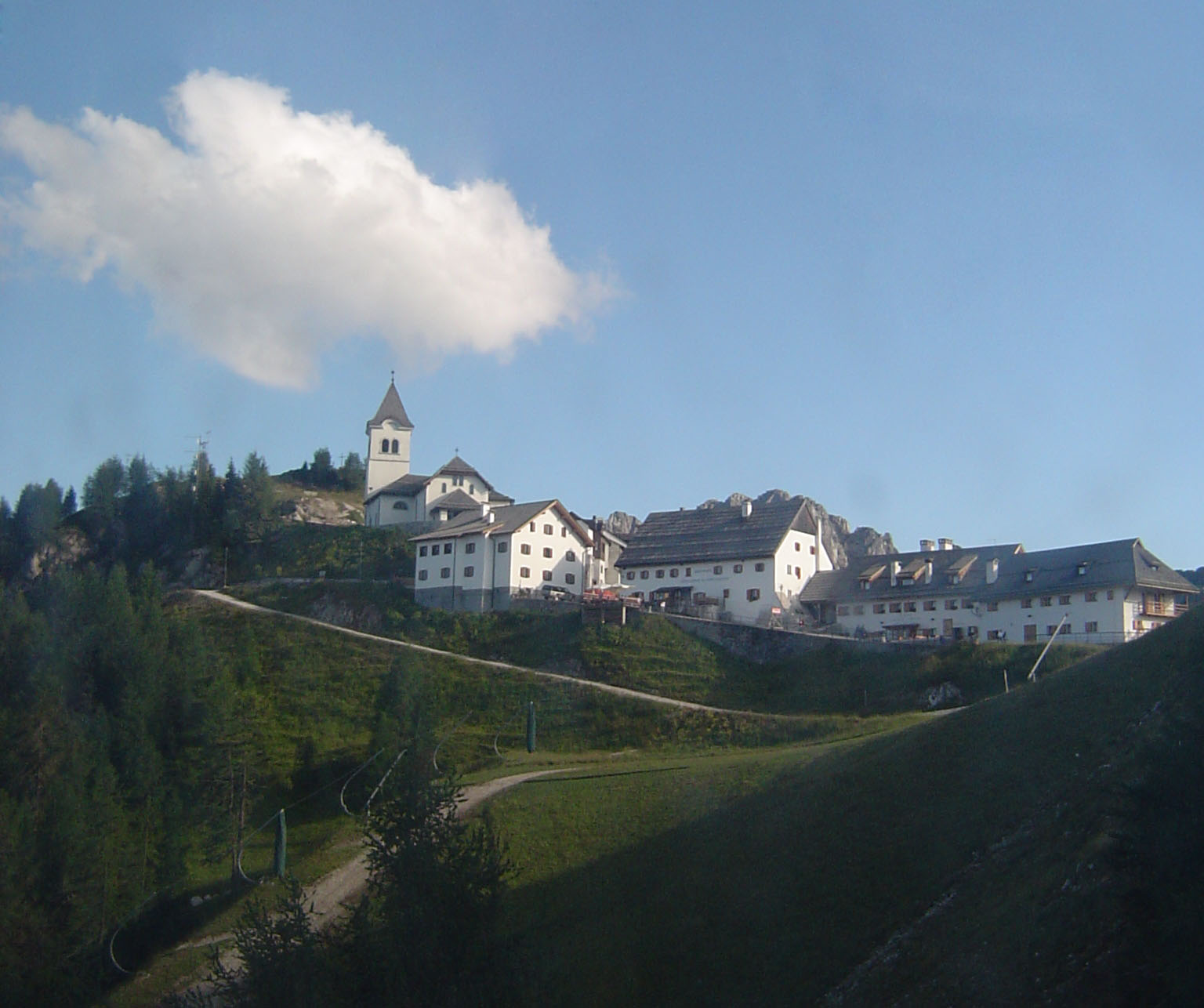
A Luschari-hegy (Monte Lussari), a Tarvisióhoz tartozó Camporossóban

A Friuli északi részén fekvő Kanal-völgy kulturális különlegessége, hogy a három nagy európai nyelvcsalád – germán, román és a szláv nyelvek – területének közvetlen találkozásánál fekszik. Évszázadok óta él itt együtt az osztrák, szlovén és a friuli identitású lakosság.
A völgy nevét (Kanal-völgy, Valcanale) a friuli nyelvű Chianâl vagy Cjanâl, szóból eredeztetik, amely mély, meredek falú, kanyargós szurdokvölgyet jelent.

### Történelme az első világháborúig
A középkori Karintiai Hercegség megszűnése, felosztása után a Kanal-völgy a Bambergi Hercegpüspökség (Hochstift Bamberg), majd Habsburg-család birtoka lett egészen a 20. századig. A birodalmon – az Osztrák Császárságon, ill. az Osztrák–Magyar Monarchián – belül mindvégig Karintia tartományhoz tartozott. Az 1866-os porosz–osztrák–olasz háború után – az itáliai fronton aratott osztrák győzelem ellenére – Ausztria átengedni kényszerült Olaszországnak Velence (Veneto) és Friuli tartományokat, kivéve a Kanal-völgyet és a Weissenfelsi völgyet, melyek ekkor még az osztrák Karintia részei maradtak.
A völgy lakossága az 1910-és években is többségében szlovén és német ajkú (osztrák) volt, olaszok csak elenyészően kis számban éltek itt.
Az első világháború befejezése után, a saint-germaini békeszerződés rendelkezései értelmében a Kanal-völgyet, a Weissenfelsi-völggyel, Fusine (szlovénül: Fužine) községgel és Raibl (szlovén nyelven: Rabelj, olaszul Cave del Predil) bányászfaluval együtt Olaszországhoz csatolták, ma Friuli-Venezia Giulia régió része. (Ugyanez a békeszerződés csatolta át Olaszországhoz Dél-Tirolt és Trentinót is).
- Egykori határkő az Osztrák Császárság idejéből (1804–1848) a Pontebbana patak hídján, az olasz Pontebba és az osztrák Pontafel között.
- Napóleon 1797-es, 1809-es és 1813-as hadjáratainak emlékműve a Tarvisióhoz tartozó Boscoverdében (Grünwald)
- Saisera-völgy(wd), osztrák–magyar katonatemető

### Kivándorlás a második világháború idején
Másfél évvel az Anschluss után, 1939. október 21-én kihirdették az Hitler és Mussolini által aláírt egyezményt az Észak-Olaszországban élő német ajkú személyeknek, a népi németeknek a Birodalomba való átköltöztetéséről. A rendelet választás (opció) elé állította a dél-tiroli és friuli németajkúakat: az átköltözők (optánsok, Optanten) elvesztették olasz állampolgárságukat és a Német Birodalom polgáraivá váltak, a szülőföldjükön maradóknak (Dableiber) el kellett fogadniuk az olasz fasiszta kormány nyelvi-etnikai korlátozásait. A rendelkezést (Dél-Tirolon kívül) a Tarvisiói terület (Udine megye) vegyes etnikumú lakosságának „népi német” tagjaira is alkalmazták. Ennek keretében a Kanal-völgy német ajkú lakosságának 98 %-a, a szlovén anyanyelvűek 91 %-a az áttelepülési „opciót” választotta.
Míg a dél-tiroli lakosságnak csak 30 %-a hagyta el ténylegesen szülőföldjét, a Kanal-völgyből elvándorlók aránya elérte a 71 %. Az 5700 kivándorló közül mintegy 5600 fő német ajkú, 100 fő szlovén anyanyelvű volt. Ez azt eredményezte, hogy a német nyelvű kanal-völgyiek 80 %-a kivándorolt, míg a szlovén nyelvű etnikum jóval kisebb, 2 %-os elvándorlási veszteséget szenvedett.
A legtöbb áttelepülő Karintiába költözött (2700 fő Villachba, 1500 fő Klagenfurtba, 500 fő Sankt Veit-be, Feldkirchenbe és Friesachba. 500 fő a stájerországi Knittelfeld-be, további 500 fő más településekre költözött. Klagenfurt-Waidmannsdorf és Villach-Lind városrészében ma is megtalálhatók a Kanal-völgyi áttelepülők számára egykor épített lakónegyedek. Csak mintegy 2500 fő maradt szülőföldjén, a Kanal-völgyben, egyharmaduk német, kétharmaduk szlovén anyanyelvű volt. 
Az 1948-as olasz „optáns-rendelet” felkínálta az elköltözött Kanal-völgyieknek a hazatérést és olasz állampolgárságuk helyreállítását. Ennek ellenére a völgy 5700 kivándorolt lakosából csupán kb. huszan tértek haza a második világháború után a Kanal-völgybe.
A mai német és szlovén nyelvű kisebbséget gyakorlatilag a ki nem vándorolt Kanal-völgyiek utódai teszik ki: a 8000 főnyi össznépesség 20 %-át ők adják.

### Nyelvi viszonyok az ezredfordulón

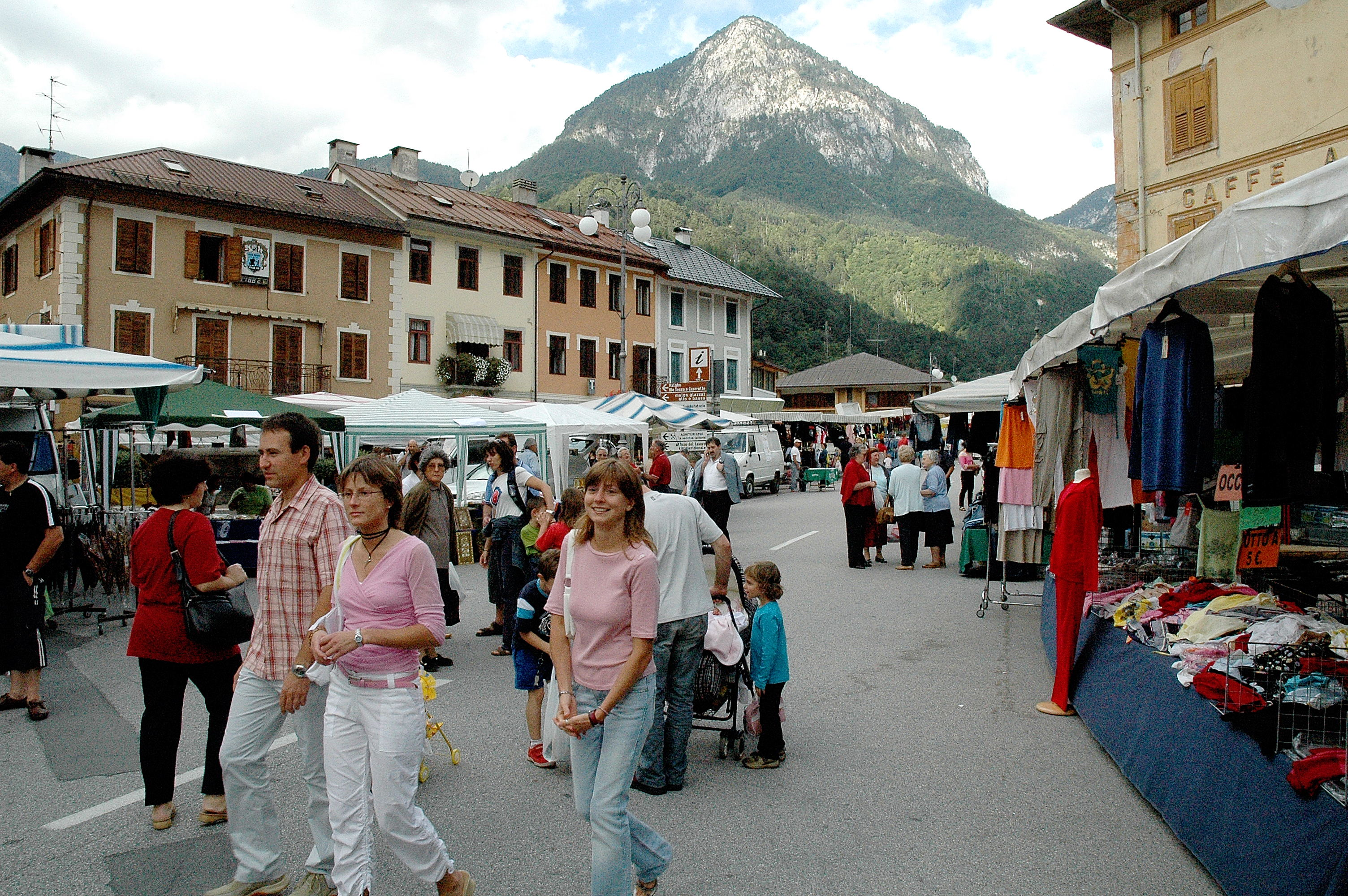
Kisboldogasszony napi vásár Pontebbában (szeptember 8.)

A hivatalos államnyelv az olasz. Az olasz nyelvű lakosság Tarvisióban összpontosul.
A német és szlovén nyelvű Kanal-völgyiek saját anyanyelvük dialektusát beszélik, Az itteni német nyelvet a Villach körzetében beszélt felső-karintiai (Oberkärntnerisch), a helyi szlovént a Gail-völgyi szlovén dialektussal (Zilja, ziljščina) azonosítják.
Az Osztrák–Magyar Monarchiában egykor működött német nyelvű iskolák (Goggauban, Tarvisban, Malborgeth-ben, Pontafelben) és a német–szlovén kétnyelvű iskolák (Saifnitzban, Uggowitz, Leopoldskirchenben) már a múlté. A fasizmus idején a közoktatás kizárólag olasz nyelven folyt. 1945 után néhány elemi iskolában engedélyezték a német nyelv oktatását, fakultatív délutáni különóraként. 1973-ben az német nyelvoktatást kiterjesztették minden iskolaköteles gyermekre, jelenleg (2010-es évek) a rendes tanítási időben, heti 1 vagy 2 órában oktatják. 1982 óta Ugovizzában (Uggowitz) működik iskolai szlovén nyelvoktatás.

## Látnivalók
- Az Erdő Múzeumát (Museo della Foresta) 1988-ban nyitották meg. A Tarvisio környéki 24 000 hektáros erdőt mutatja be, amely Malborghetto-Valbruna községben, az A23-as (Udine–Tarvisio) autópálya közelében található. A múzeumot botanikus kert veszi körül, a régióra jellemző növényfajtákkal.[9]

- A „Havasi gyopár” szlovén kulturális központot (szlovénül: Slovensko kulturno središče Planika, olaszul: Centro Culturale Sloveno Stella Alpina) 1997-ben alapították, Ugovizza székhellyel, több helybéli szlovén kulturális intézmény, iskolák és hagyományőrző szervezetek összefogásával, elkötelezett magánszemélyek támogatásával. Célja a Kanal-völgyi szlovén kultúra és hagyomány rendszerezése, hozzáférhetővé tétele, fejlesztése. 2002-ben Friuli-Venezia Giulia autonóm régió tanácsa kiemelt jelentőségű nemzetiségi intézménynek ismerte el.[10][11]